# Pyrgomorphidae
Super-famille
Famille
Les Pyrgomorphidae  sont une famille d'insectes orthoptères, la seule de la super-famille des Pyrgomorphoidea.
Les espèces de cette famille sont appelées pyrgomorphes.

## Distribution
Les espèces de cette famille se rencontrent en Afrique, en Océanie, dans le sud de l'Asie, dans le sud de l'Europe et en Amérique tropicale.

## Description
La tête des espèces de cette famille est cônique.

## Liste des genres
Selon Orthoptera Species File (13 juillet 2018) :

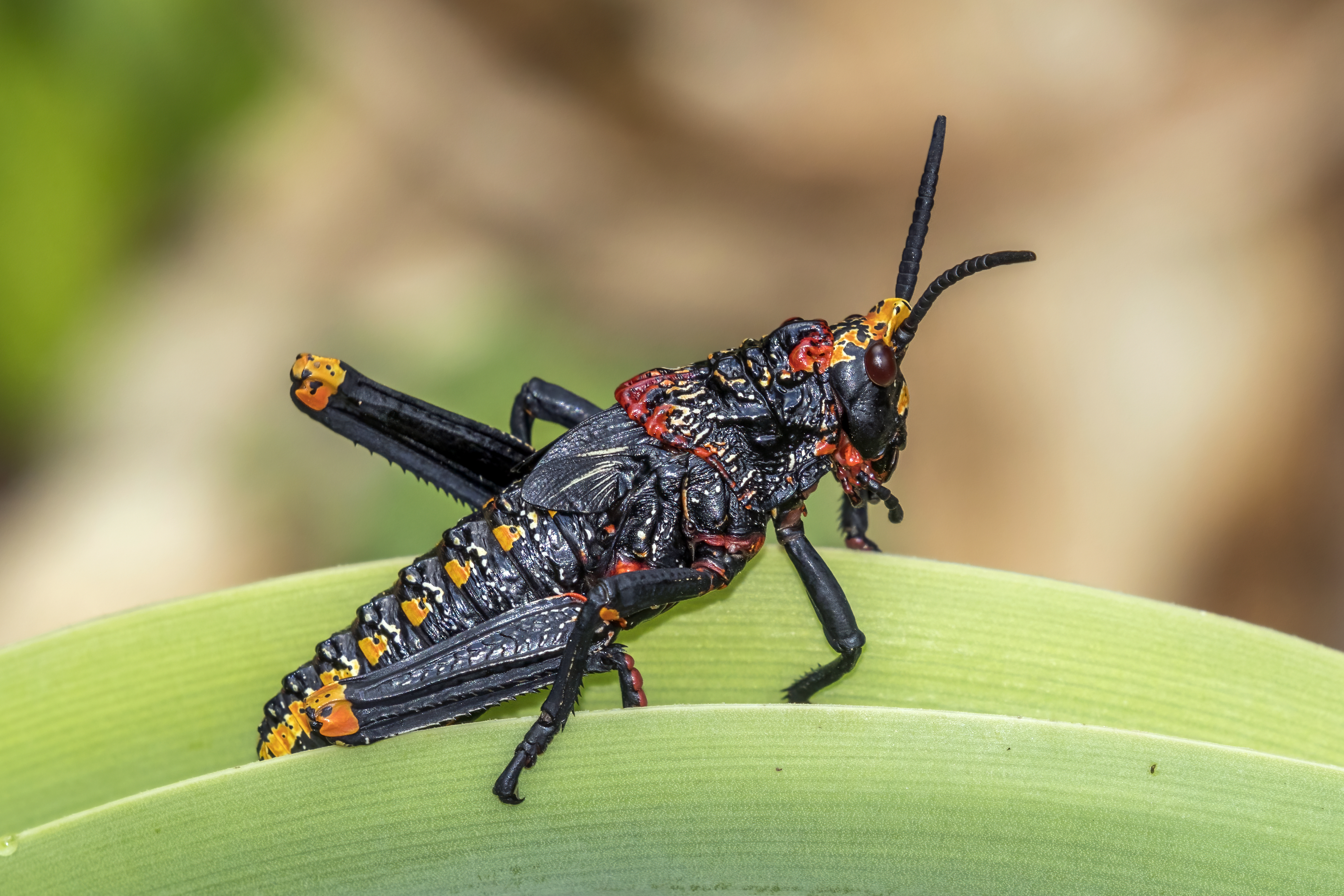
Dictyophorus spumans spumans, des Dictyophorus, des Pyrgomorphidae.

- sous-famille des Orthacridinae Bolívar, 1905
  - tribu des Brunniellini Kevan, 1963
    - genre Brunniella Bolívar, 1905

  - tribu des Chapmanacridini Kevan & Akbar, 1964
    - genre Chapmanacris Dirsh, 1959

  - tribu des Fijipyrgini Kevan, 1966
    - genre Fijipyrgus Kevan, 1966

  - tribu des Geloiini Bolívar, 1905
    - genre Geloius Saussure, 1899
    - genre Pseudogeloius Dirsh, 1963

  - tribu des Gymnohippini Kevan & Akbar, 1964
    - genre Gymnohippus Bruner, 1910
    - genre Pyrgohippus Dirsh, 1963
    - genre Uhagonia Bolívar, 1905

  - tribu des Ichthiacridini Kevan, Singh & Akbar, 1964
    - genre Calamacris Rehn, 1904
    - genre Ichthiacris Bolívar, 1905
    - genre Sphenacris Bolívar, 1884

  - tribu des Ichthyotettigini Kevan, Singh & Akbar, 1964
    - genre Ichthyotettix Rehn, 1901
    - genre Piscacris Kevan, Singh & Akbar, 1964
    - genre Pyrgotettix Kevan, Singh & Akbar, 1964
    - genre Sphenotettix Kevan & Akbar, 1964

  - tribu des Malagasphenini Kevan & Akbar, 1964
    - genre Malagasphena Kevan, Akbar & Singh, 1964

  - tribu des Mitricephalini Kevan & Akbar, 1964
    - genre Mitricephala Bolívar, 1898
    - genre Mitricephaloides Kevan, 1963

  - tribu des Nereniini Kevan, 1964
    - genre Buergersius Ramme, 1930
    - genre Fusiacris Willemse, 1955
    - genre Kapaoria Bolívar, 1898
    - genre Tarbaleopsis Ramme, 1930
    - genre Megra Campion, 1923
    - genre Nerenia Bolívar, 1905
    - genre Modernacris Willemse, 1931
    - genre Noonacris Kevan, 1966
    - genre Paratarbaleus Ramme, 1941
    - genre Megradina Storozhenko, 2004

  - tribu des Orthacridini Bolívar, 1905
    - sous-tribu des Caprorhinina Kevan & Akbar, 1964
      - genre Ambositracris Dirsh, 1963
      - genre Caprorhinus Saussure, 1899
      - genre Dyscolorhinus Saussure, 1899
      - genre Pseudosphena Kevan & Akbar, 1964
      - genre Vittisphena Kevan, 1956

    - sous-tribu indéterminée
      - genre Acropyrgus Descamps & Wintrebert, 1966
      - genre Burmorthacris Kevan, Singh & Akbar, 1964
      - genre Kuantania Miller, 1935
      - genre Neorthacris Kevan & Singh, 1964
      - genre Orthacris Bolívar, 1884
      - genre Rakwana Henry, 1933

  - tribu des Popoviini Kevan & Akbar, 1964
    - genre Colemania Bolívar, 1910
    - genre Nilgiracris Kevan, 1964
    - genre Parorthacris Dirsh, 1958
    - genre Popovia Uvarov, 1952
    - genre Ramakrishnaia Bolívar, 1917

  - tribu des Psednurini Burr, 1904
    - genre Propsednura Rehn, 1953
    - genre Psedna Key, 1972
    - genre Psednura Burr, 1904

  - tribu des Sagittacridini Descamps & Wintrebert, 1966
    - genre Acanthopyrgus Descamps & Wintrebert, 1966
    - genre Sagittacris Dirsh, 1963

  - tribu des Verduliini Kevan & Akbar, 1964
    - sous-tribu des Meubeliina Kevan, Akbar & Chang, 1970
      - genre Meubelia Willemse, 1932
      - genre Philippyrgus Kevan, 1974
      - genre Spinacris Willemse, 1933

    - sous-tribu indéterminée
      - genre Verdulia Bolívar, 1905
- sous-famille des Pyrgomorphinae Brunner von Wattenwyl, 1874
  - tribu des Atractomorphini Bolívar, 1905
    - genre Occidentosphena Kevan, 1956
    - genre Atractomorpha Saussure, 1862

  - tribu des Chlorizeinini Kevan & Akbar, 1964
    - sous-tribu des Chlorizeinina Kevan & Akbar, 1964
      - genre Chlorizeina Brunner von Wattenwyl, 1893
      - genre Feacris Kevan, 1969
      - genre Pterorthacris Uvarov, 1921

    - sous-tribu des Humpatellina Kevan & Akbar, 1964
      - genre Cawendia Karsch, 1888
      - genre Humpatella Karsch, 1896
      - genre Pseudorubellia Dirsh, 1963

    - sous-tribu des Marsabitacridina Kevan & Akbar, 1964
      - genre Katangacris Kevan & Akbar, 1964
      - genre Marsabitacris Kevan, 1957

  - tribu des Chrotogonini Bolívar, 1904
    - genre Caconda Bolívar, 1884
    - genre Chrotogonus Serville, 1838
    - genre Shoacris Kevan, 1952
    - genre Stibarosterna Uvarov, 1953
    - genre Tenuitarsus Bolívar, 1904

  - tribu des Desmopterini Bolívar, 1905
    - genre Apodesmoptera Rehn, 1951
    - genre Desmoptera Bolívar, 1884
    - genre Desmopterella Ramme, 1941
    - genre Doriaella Bolívar, 1898
    - genre Menesesia Willemse, 1922
    - genre Menesesiella Kevan, 1963
    - genre Paradoriaella Willemse, 1961
    - genre Stenoxyphellus Ramme, 1941
    - genre Stenoxyphula Kevan, 1963
    - genre Stenoxyphus Blanchard, 1853

  - tribu des Dictyophorini Kirby, 1902
    - genre Camoensia Bolívar, 1882
    - genre Dictyophorus Thunberg, 1815
    - genre Loveridgacris Rehn, 1954
    - genre Maura Stål
    - genre Parapetasia Bolívar, 1884

  - tribu des Monistriini Kevan & Akbar, 1964
    - genre Greyacris Rehn, 1953
    - genre Monistria Stål
    - genre Parastria Key, 1985
    - genre Yeelanna Rehn, 1953

  - tribu des Omurini Kevan, 1961
    - genre Algete Bolívar, 1905
    - genre Minorissa Walker, 1870
    - genre Omura Walker, 1870

  - tribu des Petasidini Key, 1985
    - genre Petasida White, 1845
    - genre Scutillya Sjöstedt, 1921

  - tribu des Phymateini Bolívar, 1884
    - sous-tribu des Phymateina Bolívar, 1884
      - genre Paraphymateus Dirsh, 1962
      - genre Phymateus Thunberg, 1815
      - genre Phyteumas Bolívar, 1904
      - genre Rutidoderes Westwood, 1837

    - sous-tribu des Zonocerina Kevan & Akbar, 1964
      - genre Physemophorus Krauss, 1907
      - genre Zonocerus Stål, 1873

  - tribu des Poekilocerini Burmeister, 1840
    - genre Poekilocerus Serville, 1831

  - tribu des Pseudomorphacridini Kevan & Akbar, 1964
    - genre Pseudomorphacris Carl, 1916

  - tribu des Pyrgomorphini Brunner von Wattenwyl, 1874
    - sous-tribu des Arbusculina Kevan, Akbar & Chang, 1975
      - genre Arbuscula Bolívar, 1905

    - sous-tribu des Geloiodina Kevan, Akbar & Chang, 1975
      - genre Geloiodes Chopard, 1958

    - sous-tribu des Parasphenina Kevan & Akbar, 1964
      - genre Afrosphenella Kevan & Akbar, 1963
      - genre Chirindites Ramme, 1929
      - genre Parasphena Bolívar, 1884
      - genre Parasphenella Kevan, 1956
      - genre Parasphenula Kevan, 1956
      - genre Pezotagasta Uvarov, 1953
      - genre Stenoscepa Karsch, 1896

    - sous-tribu des Pyrgomorphina Brunner von Wattenwyl, 1874
      - genre Anarchita Bolívar, 1904
      - genre Carinisphena Kevan, 1966
      - genre Laufferia Bolívar, 1904
      - genre Leptea Bolívar, 1904
      - genre Macroleptea Kevan, 1962
      - genre Miopyrgomorpha Kevan, 1964 †
      - genre Ochrophlebia Stål
      - genre Ochrophlegma Bolívar, 1904
      - genre Phymella Uvarov, 1922
      - genre Plerisca Bolívar, 1904
      - genre Protanita Kevan, 1962
      - genre Punctisphena Kevan, 1961
      - genre Pyrgomorpha Serville, 1838
      - genre Pyrgomorphella Bolívar, 1904
      - genre Pyrgomorphellula Kevan & Hsiung, 1988
      - genre Pyrgomorphula Kevan & Akbar, 1963
      - genre Scabropyrgus Kevan, 1962
      - genre Somalopyrgus Kevan & Akbar, 1964
      - genre Tanita Bolívar, 1904
      - genre Tanitella Kevan, 1962
      - genre Zarytes Bolívar, 1904

  - tribu des Schulthessiini Kevan & Akbar, 1964
    - genre Buyssoniella Bolívar, 1905
    - genre Schulthessia Bolívar, 1905

  - tribu des Sphenariini Bolívar, 1884
    - sous-tribu des Mekongianina Kevan & Akbar, 1964
      - genre Mekongiana Uvarov, 1940
      - genre Mekongiella Kevan, 1966
      - genre Yunnanites Uvarov, 1925

    - sous-tribu des Rubelliina Kevan & Akbar, 1964
      - genre Rubellia Stål, 1875

    - sous-tribu des Sphenariina Bolívar, 1884
      - genre Jaragua Perez-Gelabert, Dominici & Hierro, 1995
      - genre Prosphena Bolívar, 1884
      - genre Sphenarium Charpentier, 1845

    - sous-tribu des Sphenexiina Kevan & Akbar, 1964
      - genre Sphenexia Karsch, 1896
      - genre Xenephias Kevan, 1973

  - tribu des Tagastini Bolívar, 1905
    - genre Annandalea Bolívar, 1905
    - genre Tagasta Bolívar, 1905

  - tribu des Taphronotini Bolívar, 1904
    - sous-tribu des Aularchina Kevan & Akbar, 1964
      - genre Aularches Stål, 1873

    - sous-tribu des Taphronotina Bolívar, 1904
      - genre Taphronota Stål, 1873

  - tribu indéterminée
    - genre Eilenbergia Mason, 1979
    - genre Megalopyrga Baccetti, 1985
    - genre Paramekongiella Huang, 1990
    - genre Xiphipyrgus Kevan, 1982

## Publication originale
- Brunner von Wattenwyl, 1874 : Systematik der Orthoptera und die Recensio orthopterorum von C. Stâl. Verhandlungen der Zoologisch-Botanischen Gesellschaft in Wien, vol. 24, p. 225-230.